# 江枫 (1920年)
江枫（1920年10月—1971年12月2日），原名牛仁业，男，山西定襄人，中华人民共和国政治人物，曾任天津市革命委员会副主任。

## 生平
江枫是山西省定襄县待阳村人。1938年8月加入中国共产党。1938年8月至1940年3月，在延安抗日军政大学学习，毕业后留保卫科任干事。1940年3月至1945年8月，历任河北省灵寿县公安局股长、行唐县公安局局长、中共中央华北局社会部科员。1945年8月至1948年12月，任中共天津工委社会部副部长、冀中区公安局情报科科长。1949年1月至1954年12月，任天津市公安局一处科长、副处长、处长。1954年12月，任天津市公安局副局长。1960年3月升任局长。1967年12月，任天津市革命委员会副主任。1968年3月被“监护”审查。1971年12月2日，因心脏病突发逝世。

## 身后
1978年1月，中共天津市委对江枫在文化大革命中受到江青、陈伯达的迫害予以平反。